# Pier Luigi Celata
Pier Luigi Celata (né le 23 janvier 1937) est un prélat italien de l'Église catholique qui, de juillet 2012 à décembre 2014, est vice-camerlingue de la Sainte Église romaine. Il passe une grande partie de sa carrière au service diplomatique du Saint-Siège. Il devient archevêque en 1986 et, de 1986 à 2002, il est nonce apostolique dans plusieurs pays.

## Biographie
Il est né à Pitigliano, dans la province de Grosseto, le 23 janvier 1937. Le 8 octobre 1961, il est ordonné prêtre pour le diocèse de Pitigliano. Le 12 décembre 1985, le pape Jean-Paul II le nomme archevêque titulaire de Dioclée (de) et nonce apostolique à Malte. Il reçoit la consécration épiscopale le 6 janvier 1986 des mains de Jean-Paul II. Le 7 mai 1988, il est également nommé nonce auprès de la république de Saint-Marin (en) et, le 26 juin 1992, nonce auprès de la Slovénie.
Le 6 février 1995, il est transféré à la Nonciature apostolique en Turquie (en), et le 3 avril 1997, il est également nommé nonce au Turkménistan (en). Le 3 mars 1999, il devient nonce en Belgique (en) et au Luxembourg (en).
Le 14 novembre 2002, il est nommé secrétaire du Conseil pontifical pour le dialogue interreligieux, un poste qu'il occupe jusqu'à son remplacement le 30 juin 2012 par Miguel Ayuso Guixot. Le 21 décembre 2002, Jean-Paul le nomme membre du Conseil pontifical pour la pastorale des migrants et des personnes en déplacement.
Le 5 mars 2012, Benoît XVI le fait membre du Conseil pontifical pour la promotion de la nouvelle évangélisation. Le 23 juillet 2012, Benoît XVI le nomme vice-camerlingue de la Sainte Église romaine et le 28 juillet, il est nommé membre de la Congrégation pour les évêques.
Le 20 décembre 2014, il est remplacé comme vice-camerlingue par l'archevêque Giampiero Gloder et prend sa retraite un mois avant son 78e anniversaire.

## Succession apostolique
La succession apostolique est:
- Archevêque Paolo Giglio (1986)